# Leocrates claparedii
Leocrates claparedii är en ringmaskart som först beskrevs av Costa in Claparède 1868.  Leocrates claparedii ingår i släktet Leocrates och familjen Hesionidae. Inga underarter finns listade i Catalogue of Life.